# Emiliano Coria
Pour les articles homonymes, voir Coria (homonymie).

a Compétitions nationales et continentales officielles uniquement.

b Matchs officiels uniquement.
Dernière mise à jour le 19 mars 2025.
Emiliano Coria, né le 16 octobre 1990 dans la Province de Tucumán en Argentine, est un joueur de rugby à XV international argentin évoluant au poste de pilier.
Son frère, Francisco Coria Marchetti, est également un joueur professionnel de rugby à XV.

## Biographie
Il est le frère de Francisco Coria Marchetti.
Emiliano Coria rejoint l'effectif du Montpellier HR en septembre 2014, en tant que joker médical de David Attoub, en provenance du Cavalieri Prato (Italie).